# Cerchezu
Cerchezu község Constanța megyében, Dobrudzsában, Romániában. A hozzá tartozó települések: Căscioarele, Măgura és Viroaga.

## Fekvése
A település az ország délkeleti részén található, Konstancától hatvanhat kilométerre délnyugatra, a legközelebbi várostól, Negru Vodatól tíz kilométerre, nyugatra.

## Története
Régi török neve Çerkezköy, az itt letelepült cserkesz közösségre utalva.

## Lakossága
A nemzetiségi megoszlás a következő:
| 2002     | 2002 | 2002   |
| -------- | ---- | ------ |
| Románok  | 1567 | 99,93% |
| Törökök  | 1    | 0,06%  |
| Összesen | 1568 | 100,0% |